# 圣樊尚多泰雅克
圣樊尚多泰雅克（法語：Saint-Vincent-d'Autéjac，法語發音：[sɛ̃ vɛ̃sɑ̃ doteʒak]；2014年之前名为圣樊尚 (Saint-Vincent)）是法国奧克西塔尼大區塔恩-加龙省的一个市镇，属于蒙托邦区。

## 地理
圣樊尚多泰雅克（44°9'39"N, 1°28'17"E）面积16.27 平方千米，位于法国奧克西塔尼大區塔恩-加龙省，该省份为法国西南部内陆省份，北起顺时针与洛特省、阿韦龙省、塔恩省、上加龙省、热尔省和洛特-加龙省接壤。
与圣樊尚多泰雅克接壤的市镇（或旧市镇、城区）包括：欧蒂、科萨德、米拉贝尔、莫利耶尔、蒙塔尔扎、雷阿尔维尔。

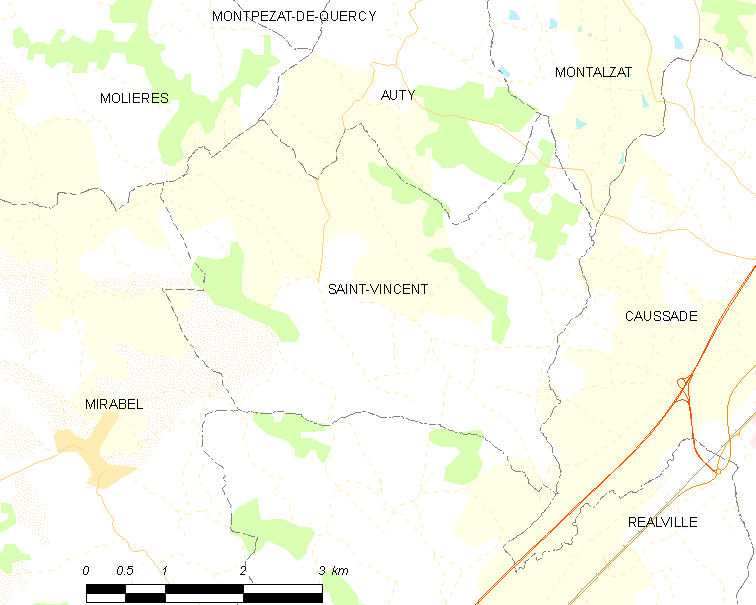
圣樊尚多泰雅克的OSM定位图

圣樊尚多泰雅克的时区为UTC+01:00、UTC+02:00（夏令时）。

## 行政
圣樊尚多泰雅克的邮政编码为82300，INSEE市镇编码为82174。

## 政治
圣樊尚多泰雅克所属的省级选区为凯尔西-阿韦龙县。

## 人口

1962-2008年间圣樊尚多泰雅克人口变化图示

圣樊尚多泰雅克于2022年1月1日时的人口数量为283人。